# Gavril Blajek
Gavril Blajek (n. 23 iulie 1939, Brad, Hunedoara, România) este un fost jucător român de polo pe apă. El a concurat la Jocurile Olimpice de vară din 1960.